# Gmina Sompolno
Die Gmina Sompolno ist eine Stadt-und-Land-Gemeinde im Powiat Koniński der Woiwodschaft Großpolen in Polen. Ihr Sitz ist die gleichnamige Stadt mit etwa 3500 Einwohnern.

## Gliederung
Zur Stadt-und-Land-Gemeinde (gmina miejsko-wiejska) Sompolno gehören die Stadt selbst und 22 Dörfer (deutsche Namen) mit Schulzenämtern (sołectwa):
Belny
Biele (1943–1945 Weißenfelde)
Janowice (1943–1945 Johannisdorf)
Kolonia Lipiny
Koszary (1943–1945 Koßaren)
Lubstów (1943–1945 Lustenau)
Lubstówek (1943–1945 Kirchberg)
Marcjanki
Marianowo (1943–1945 Marienort)
Mąkolno (1943–1945 Friedrichsruh)
Mostki (1943–1945 Ziegelbrück)
Nowa Wieś (1943–1945 Neuendorf)
Ostrówek (1943–1945 Scharfeck)
Ośno Górne
Przystronie (1943–1945 Bergeshöh)
Racięcice (1943–1945 Hermannsau)
Sompolinek
Stefanowo (1943–1945 Stefansdorf)
Sycewo (1943–1945 Saatenfelde)
Wierzbie (1943–1945 Wirze)
Zakrzewek (1943–1945 Schöngarten)
Weitere, kleinere Ortschaften sind:
Bagno (1943–1945 Moorsdorf)
Błonawy (1943–1945 Wiesendorf)
Bronisława
Czamża
Dąbrowa
Drzewiec
Grądy (1943–1945 Erlengrund)
Jaźwiny (1943–1945 Jaßwingen)
Jesionka
Kazubek
Klonowa
Kolonia Wierzbie
Łagiewniki (1943–1945 Lägelwitz)
Marcinkowo
Młynek
Nadjezioro
Olszewo
Ośno Dolne
Ośno Podleśne
Paprocin
Piaski (1943–1945 Ostsand)
Płoszewo
Police (1943–1945 Wangenheim)
Radowo (1943–1945 Raden)
Romanowo
Ryn
Siedliska (1943–1945 Siedeln)
Smolarnia (1943–1945 Eschental)
Smólniki Mostkowskie
Spólnik
Suszewy
Szczerkowo
Wroczewo (1943–1945 Neukamwitz)
Wymysłowo
Zdrojki
Zofia

## Persönlichkeiten
- Marcin Sapa (* 1976), Radrennfahrer; geboren in Mąkolno.